# Baron noir
Pour les articles homonymes, voir Le Baron noir et Affaire du Baron noir.
La Fièvre (2024)
Baron noir est une série télévisée française créée par Eric Benzekri et Jean-Baptiste Delafon, réalisée par Ziad Doueiri, Antoine Chevrollier et Thomas Bourguignon, traitant de la vie politique française autour des thèmes de la trahison, de la corruption, du pouvoir et de la manipulation politique. Les trois saisons sont diffusées en février 2016, février 2018 et février 2020, sur Canal+.
La série s'articule autour de l'épopée politique et judiciaire de Philippe Rickwaert (Kad Merad), homme politique membre du Parti socialiste (PS), député du Nord et maire de Dunkerque, porté par une irrépressible soif de revanche sociale. Lors de l'entre-deux tours de l'élection présidentielle, il voit son avenir politique s'effondrer lorsque son mentor, le candidat de gauche Francis Laugier (Niels Arestrup), le sacrifie pour sauver son élection. Déterminé à se réinventer une carrière, Philippe va utiliser élections et temps forts politiques pour s'imposer pas à pas contre celui qui l'a trahi et ainsi obtenir le surnom de « baron noir ». Mais fort d'une alliance nouvelle avec la plus proche conseillère de son ennemi, Amélie Dorendeu (Anna Mouglalis), il se sacrifie en se livrant à la justice pour faire tomber Laugier et permettre à Dorendeu de remporter la présidentielle. Par la suite, alors qu'il se bat avec la justice, il est trahi par Dorendeu qui se détourne de la ligne politique de Rickwaert. Après avoir si longtemps œuvré dans l’ombre, Rickwaert décide de présenter sa propre candidature à la présidentielle.
En avril 2024, Kad Merad reprend le rôle de Philippe Rickwaert dans l'ultime épisode de la série La Fièvre, nouvelle création de Ziad Doueiri. Par la suite, Canal+ confirme une suite commune aux deux séries. Début 2025, Kad Merad confirme qu'une quatrième saison est en préparation.

## Synopsis

### Saison 1
En France, la campagne présidentielle bat son plein, avec le second tour qui s'annonce. Francis Laugier, candidat du Parti socialiste (PS), doit affronter au second tour Jean-Marc Auzanet (UMP), le président sortant. Le soir du débat du second tour, l'un de ses plus fidèles alliés et conseillers, Philippe Rickwaert (député-maire de Dunkerque et promis à la direction du PS), apprend d'une source policière qu'une perquisition de la brigade financière doit avoir lieu le lendemain matin au siège de l'Office HLM de Dunkerque. Craignant que les enquêteurs ne découvrent qu'une partie des fonds a servi à financer la campagne électorale de Laugier, Rickwaert, Véronique Bosso, sa première adjointe, et Joël Donfront, le trésorier de l'Office, font disparaître les preuves durant la nuit.
Un problème de trou dans la trésorerie se pose alors et Rickwaert demande à Joël d'en prendre la responsabilité, tout en garantissant à Laugier qu'il n'y a aucun problème. Mais Joël choisit alors de se suicider et Laugier, élu président de la République, préfère lâcher Rickwaert en rase campagne. Meurtri, celui que l'on surnomme alors le « Baron noir » va parvenir à se faire réélire député du Nord contre un candidat écologiste que Laugier et sa conseillère, Amélie Dorendeu, ont lancé contre lui, et, tout en faisant face à la justice, il va se servir de son mandat et de son influence dans le parti pour se venger en pourrissant le quinquennat du nouveau président.
Après plusieurs tentatives de déstabilisation du pouvoir, Rickwaert se rapproche de Dorendeu avec laquelle il entame une liaison et pousse Laugier à organiser un remaniement ministériel. Malgré les tensions entre ce dernier et son ennemi politique, Rickwaert est intégré dans la nouvelle équipe gouvernementale en tant que ministre du Travail sous le gouvernement du Premier ministre socialiste Daniel Kahlenberg. Après un nouveau rapprochement avec Laugier, Rickwaert est rattrapé par les affaires. Éclaboussé par le scandale, Laugier démissionne après deux ans et demi de mandat tandis que Rickwaert accepte de tout avouer et d'être incarcéré tout en poussant Amélie Dorendeu, avec qui il a rompu, à se présenter à la prochaine élection présidentielle.

Assemblée nationale élue après le président Laugier (saison 1) :
Front de gauche : 14 sièges
Parti socialiste : 323 sièges
Europe Écologie Les Verts : 28 sièges
Non-inscrits : 11 sièges
Union pour un mouvement populaire : 193 sièges
Front national : 13 sièges

### Saison 2
Rickwaert est libéré de prison entre les deux tours de l'élection présidentielle et, aussitôt sorti, et ce malgré son contrôle judiciaire, il s'implique pour assurer la victoire d'Amélie Dorendeu, candidate du PS, qualifiée pour le second tour face à Lionel Chalon, le président du Front national (FN). Après l'élection de cette dernière, Rickwaert envisage alors de rapprocher le PS du mouvement de la gauche radicale de Michel Vidal, fondateur et dirigeant du parti Debout le peuple, mais Dorendeu se rapproche rapidement de Stéphane Thorigny, le chef de file des centristes aux idées libérales.
Aux élections législatives qui suivent l'élection présidentielle, Laugier ayant prononcé la dissolution de l'Assemblée nationale avant de démissionner, le Parti socialiste n'obtient qu'une majorité relative : le gouvernement nommé par Dorendeu et dirigé par le Premier ministre Alain Chistera, ancien Premier secrétaire du PS, doit tenter d'adopter ses textes en recherchant le soutien de la gauche radicale de Vidal ou des centristes de Thorigny, d'autant que la présidente, conseillée par Rickwaert, refuse d'utiliser l'article 49 alinéa 3 de la Constitution. Dorendeu remanie le gouvernement un an et demi après son élection et charge Thorigny de mettre en place le nouveau gouvernement. Rickwaert va donc être contraint de lutter sur tous les fronts, devant à la fois préparer son procès et se réconcilier avec sa fille, Salomé Rickwaert, tout en tentant de réunifier la gauche dans l'espoir de réorienter la présidente, et de soutenir son ancien protégé, Cyril Balsan, dans son combat pour réformer le système éducatif. Rickwaert en pleine préparation de son procès dans l'affaire de l'OHL apprendra la mort de Laugier.
Alors que la gauche se divise et que le Parti socialiste se retrouve en pleine crise, la présidente Dorendeu organise une scission et fonde un nouveau parti : La France unie, rassemblant un certain nombre d'anciens élus du PS, d'LR ainsi que des centristes. Après avoir dissous l'Assemblée nationale, le parti de Dorendeu obtient la majorité lors des élections législatives et maintient donc le gouvernement de Thorigny, malgré les tensions entre celui-ci et la présidente. De son côté, Rickwaert, est une nouvelle fois condamné par la justice et est condamné à une peine d'inéligibilité de quelques mois mais échappe à la prison.

Assemblée nationale élue après la présidente Dorandeu (saison 2) :
Debout le Peuple: 15 sièges
Écologistes: 16 sièges
Socialistes et apparentés: 248 sièges
Non-Inscrits: 19 sièges
Centre: 32 sièges
Droite: 191 sièges
RN: 56 sièges

| Candidats | Candidats         | Partis           | Premier tour | Second tour |
| Candidats | Candidats         | Partis           | %            | %           |
| --------- | ----------------- | ---------------- | ------------ | ----------- |
|           | Amélie Dorendeu   | Parti socialiste | 21,7         | 53,1        |
|           | Lionel Chalon     | Front national   | 25,3         | 46,9        |
|           | Jean-Marc Auzanet | Les Républicains | 20,9         |             |
|           | Michel Vidal      | Debout le Peuple | 15,8         |             |
|           | Stéphane Thorigny | Les Centristes   | 12,1         |             |
|           | M. Loiseau        | À Droite         | 4,2          |             |
|           |                   |                  |              |             |
| Inscrits  | Inscrits          | Inscrits         | 100          | 100         |

### Saison 3
Rickwaert se décide à sortir de l'ombre et alors que sa peine d'inéligibilité s'achève, il vise la prochaine élection présidentielle. Amélie Dorendeu, dont le bilan à mi-mandat est mitigé, lance ses dernières réformes tout en surveillant les manœuvres de Chalon et en observant l'ascension de l'ancien Baron noir. En comprenant qu'il ne pourra pas se faire élire tant que son image est associée au PS, Rickwaert se résout à quitter le parti et à rejoindre le mouvement de Vidal et déboulonner son chef de l'intérieur en jouant sur son ego pour le pousser à l'erreur. Alors que les deux hommes s'affrontent, Dorendeu se rapproche du chancelier allemand avec l'élaboration d'un projet secret : la Françallemagne.
Dans le même temps, Rickwaert trahit à son tour son ancien protégé Cyril Balsan, alors ministre de l'Éducation nationale dans le gouvernement de Thorigny et candidat aux élections régionales dans les Hauts-de-France, qu'il pousse à l'écart de la vie politique afin de favoriser la victoire de son alliée, Véronique Bosso, qui est élue à la tête de la région.
Bloquée par l'Union des Centristes de Thorigny et Vidal qui semble pouvoir accéder au second tour face à Chalon, Dorendeu décide d'engager une grande révision de la Constitution visant à supprimer son article 6 sur le mode d'élection du Président de la République (suffrage universel direct). Le projet devra être approuvé par référendum après la courte victoire du vote au Parlement du fait du refus de la droite de Boudard, qui démissionne de l'Intérieur. Le référendum voit l'avènement de Christophe Mercier, un vidéaste antisystème opposé au référendum et prônant le tirage au sort comme mode de désignation des représentants politiques. Rickwaert saisit l'occasion par une manœuvre visant à favoriser l'abstention en véritable ennemi du « oui » de Dorendeu, qu'il défend lors d'un débat contre Mercier. La tactique est payante car le « oui », loin dans les sondages réussira à obtenir 49 % des suffrages contre 51 % pour le « non ». Vidal, opposé à la réforme, est fragilisé par la majorité du « oui » à gauche et se rend chez Mercier.
Alors qu'il se brouille avec Vidal, il tente d'unir la gauche en mettant en scène son mariage avec Naïma en invitant tous les dirigeants de gauche, y compris Kahlenberg et Vidal. De son côté, Dorendeu, malgré un bilan mitigé, annonce qu'elle sera candidate à sa réélection. Au même moment, Mercier crée la polémique en appelant ses partisans à remettre en cause le système politique actuel tout en mettant en avant le tirage au sort à la place des élections. Déclaré candidat à la présidentielle, Mercier fait de l'ombre à l'extrême droite de Lionel Chalon.
Après avoir échoué à unir la gauche, Rickwaert renonce à se présenter à la présidentielle. Lors du premier tour, Dorendeu se qualifie face à Mercier, tandis que les candidats de gauche finissent loin derrière (13 % pour Vidal, 5 % pour Kahlenberg et 9 % pour les écologistes). Mais alors que Dorendeu contacte Rickwaert afin de le désigner comme son prochain Premier ministre après sa réélection, le projet secret de Françallemagne est révélé à la presse ce qui provoque un scandale. Discréditée, Dorendeu renonce à la présidentielle et est déclarée comme inapte par le Conseil constitutionnel après une nouvelle manœuvre imaginée par Rickwaert. Le second tour est annulé et une nouvelle élection est programmée.
Désormais, toute la gauche est unie derrière Rickwaert, y compris Vidal qui fait campagne pour ce dernier aux côtés de Kahlenberg. Devancé par Mercier, Chalon persiste tout de même à se présenter une nouvelle fois à la présidence. Au premier tour, Mercier arrive largement en tête avec 40 % des voix, se qualifiant face à Rickwaert qui obtient 24 % des suffrages.
Durant l'entre-deux-tours, Rickwaert discrédite la candidature de Mercier tout en se faisant discrètement conseiller par Dorendeu, tenue à l'écart à cause de son impopularité. Au second tour, il est élu président de la République avec un peu plus de 50 % des voix. Juste après son élection, il apprend le suicide de son amie et ancienne adversaire et alliée, Amélie Dorendeu.
| Candidats | Candidats          | Partis   | Premier tour | Second tour |
| Candidats | Candidats          | Partis   | %            | %           |
| --------- | ------------------ | -------- | ------------ | ----------- |
|           | Amélie Dorendeu    | LFU      | 23,0         | Annulé      |
|           | Christophe Mercier | SE       | 18,5         | Annulé      |
|           | Lionel Chalon      | RN       | 18,2         | Annulé      |
|           | Michel Vidal       | DLP      | 13,1         | Annulé      |
|           | François Boudard   | LR       | 11,0         | Annulé      |
|           | Laurence Barthais  | EELV     | 9,5          | Annulé      |
|           | Daniel Kahlenberg  | PS       | 5,1          | Annulé      |
|           | Marion Tissel      | LO       | 1,0          | Annulé      |
|           | Yves Thurier       | LP       | 0,6          | Annulé      |
|           |                    |          |              |             |
| Inscrits  | Inscrits           | Inscrits | 100          |             |

| Candidats | Candidats          | Partis                              | Premier tour | Second tour |
| Candidats | Candidats          | Partis                              | %            | %           |
| --------- | ------------------ | ----------------------------------- | ------------ | ----------- |
|           | Christophe Mercier | SE                                  | 40,7         | 49,1        |
|           | Philippe Rickwaert | Les Unitaires (PS-EELV-DLP-PCF-PRG) | 24,1         | 50,9        |
|           | François Boudard   | LR                                  | 22,0         |             |
|           | Lionel Chalon      | RN                                  | 9,0          |             |
|           |                    |                                     |              |             |
| Inscrits  | Inscrits           | Inscrits                            | 100          | 100         |

## Distribution

### Acteurs principaux
- Kad Merad : Philippe Rickwaert
- Anna Mouglalis : Amélie Dorendeu
- Astrid Whettnall : Véronique Bosso
- Lubna Gourion : Salomé Rickwaert
- François Morel : Michel Vidal (saisons 2 et 3)
- Patrick Mille : Lionel Chalon (saisons 2 et 3)

### Anciens acteurs principaux
- Niels Arestrup : Francis Laugier (saison 1)
- Hugo Becker : Cyril Balsan (saisons 1 et 2 ; récurrent saison 3)

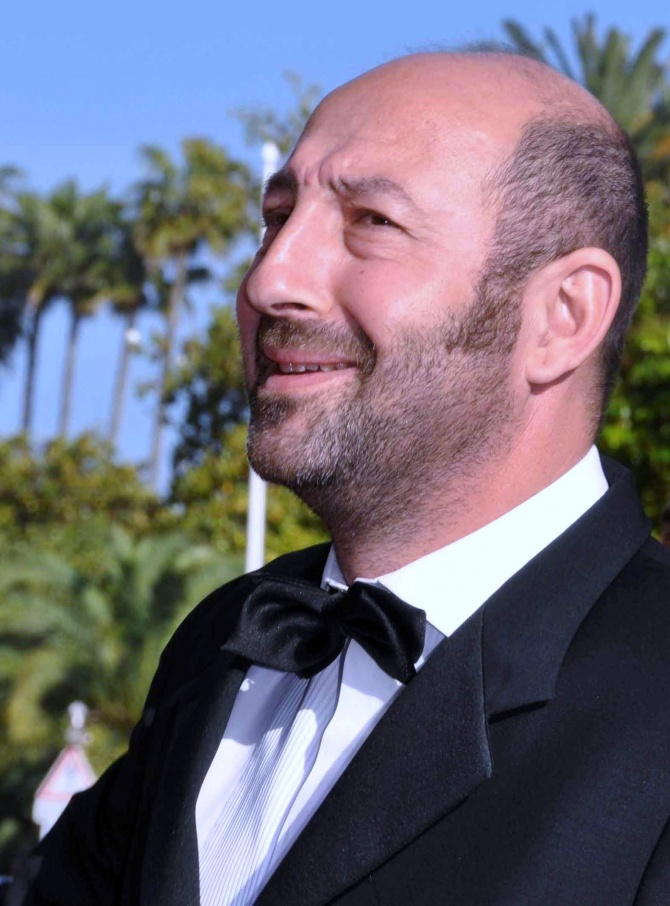
Kad Merad en 2010
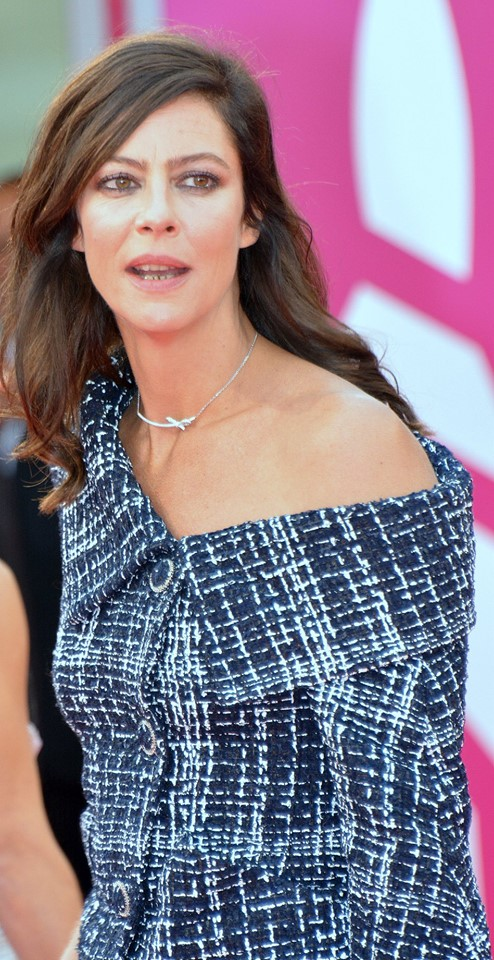
Anna Mouglalis en 2019
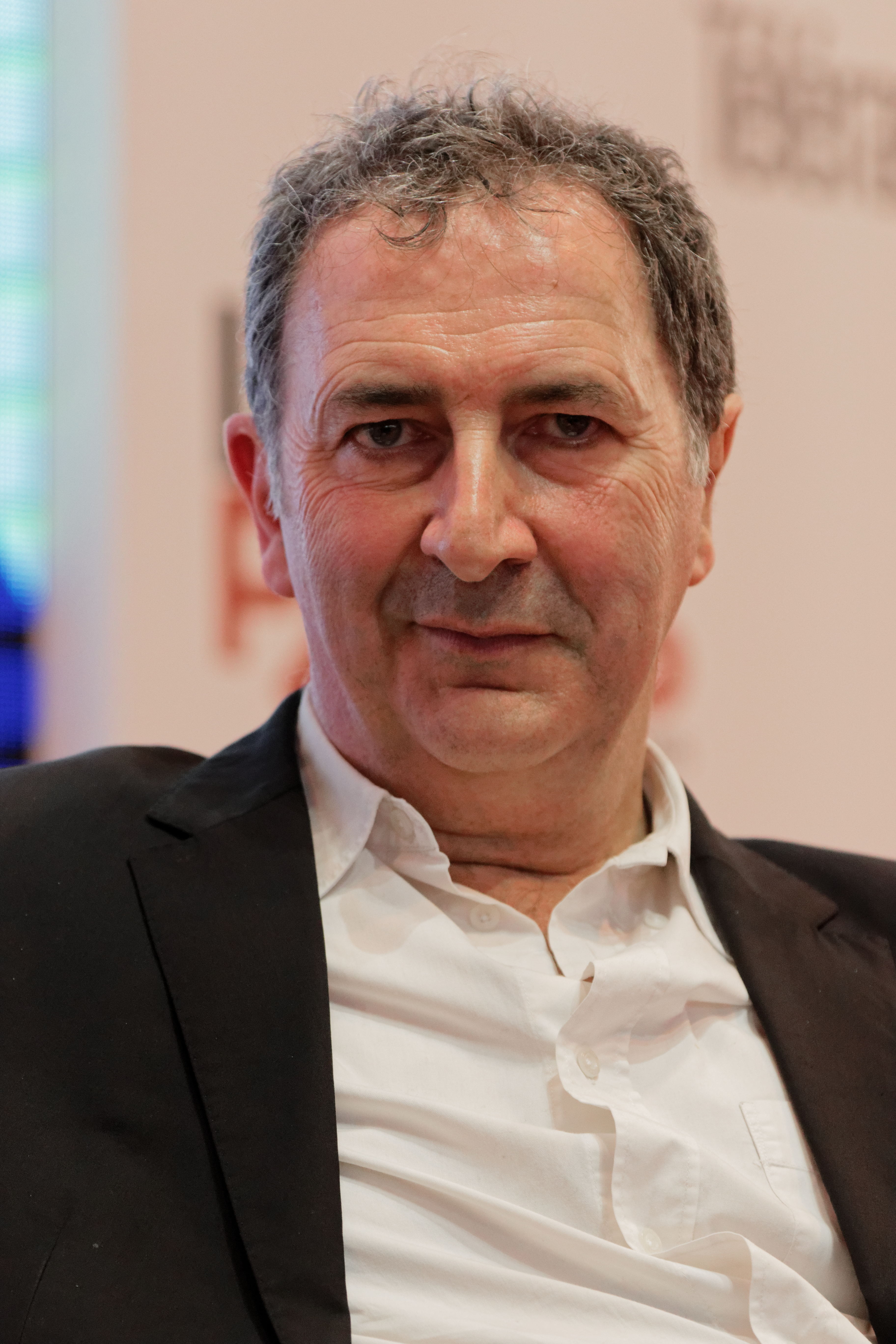
François Morel en 2017
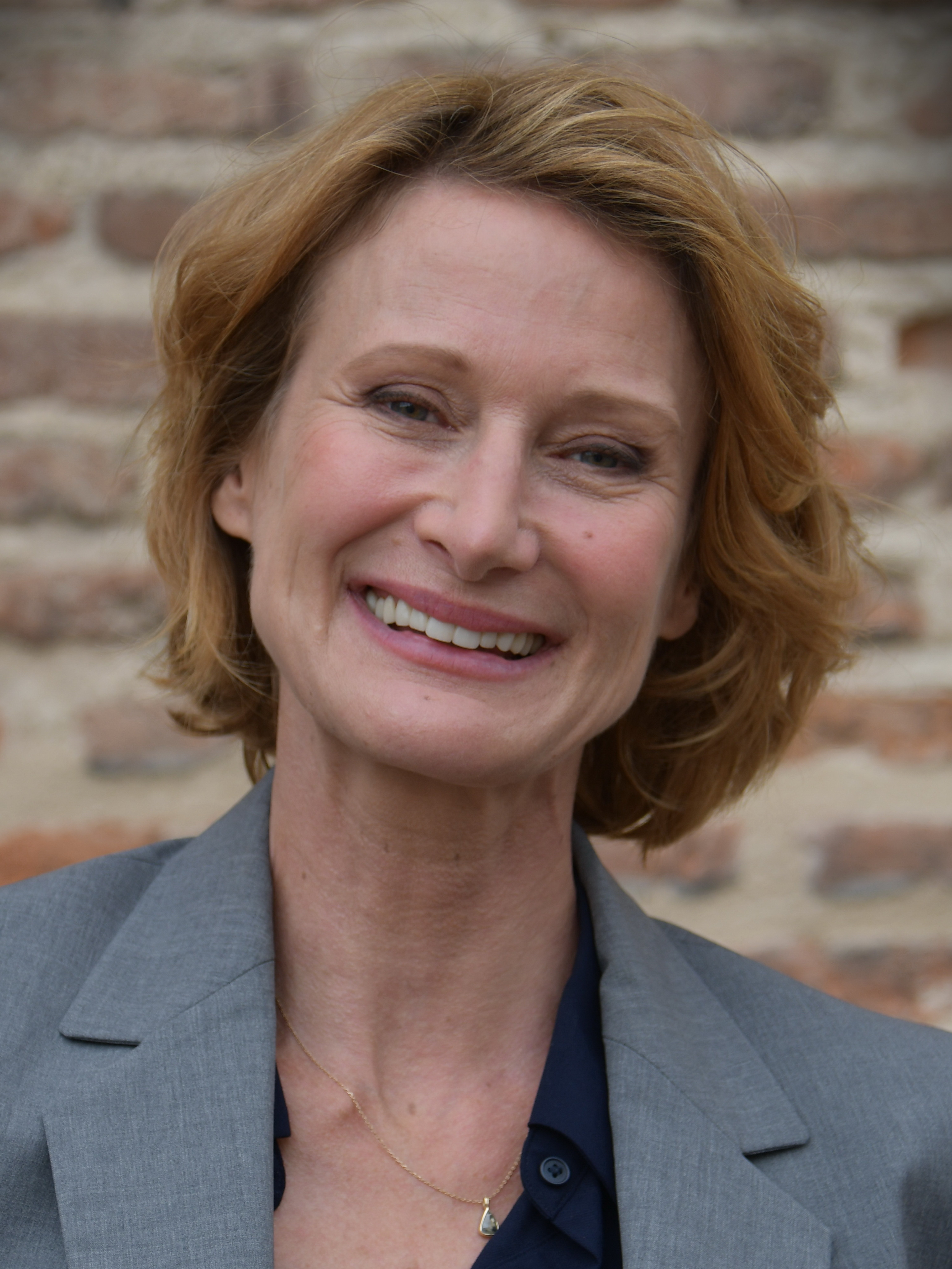
Astrid Whettnall en 2020
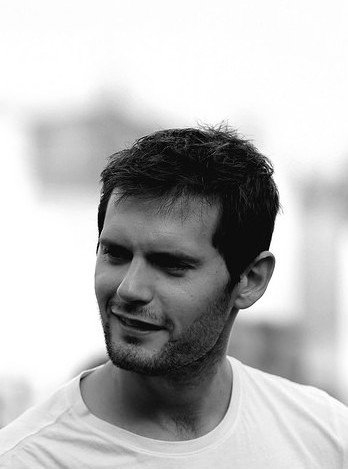
Hugo Becker en 2015
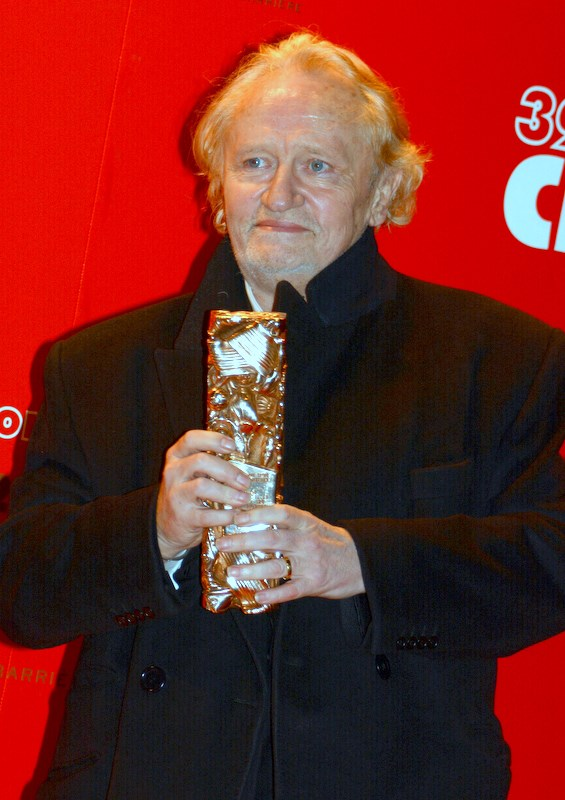
Niels Arestrup en 2014.

### Acteurs récurrents
- Scali Delpeyrat : Martin Borde
- Jean-Pierre Martins : Bruno Rickwaert
- Michel Voïta : Jean-Marc Auzanet
- Alain Bouzigues : François Boudard
- Philippe Résimont : Daniel Kahlenberg
- Éric Caruso : Laurent Mirmont
- Patrick Rocca : Alain Chistera
- Damien Jouillerot : Toph
- Michel Muller : Gérard Balleroy (saison 1)
- Mahdi Belemlih : Mehdi Fatani (saison 1)
- Jade Phan-Gia : Françoise Levasseur (saison 1)
- Erika Sainte : Fanny Alvergne (saisons 1 et 2)
- Barbara Grau : Léa Ziegler (saisons 1 et 2)
- Luc Florian : René Malandrin (saison 2)
- Pascal Elbé : Stéphane Thorigny (saisons 2 et 3)
- Jean-Luc Couchard : Pascal Carthaud (saisons 2 et 3)
- Jean-Stéphane Souchaud : Olivier Duverne (saisons 2 et 3)
- Frédéric Kneip : Jacques Lambray (saisons 2 et 3)
- Constance Dollé : Aurore Dupraz (saisons 2 et 3)
- Rachida Brakni : Naïma Meziani (saison 3)
- Alex Lutz : Olivier Markarian (saison 3)
- Sarah Stern : Léandra Tallier (saison 3)
- Frédéric Saurel : Christophe Mercier (saison 3)
- Marie-France Alvarez : Malika (saison 3)
- Pierre Hancisse : Léo, de Debout le Peuple (saison 3)
- Mexianu Medenou : Florian (saison 3)
- Laurence Pierre : Laurence Barthais (saison 3)

### Acteurs invités
- Oscar Copp : Joël Donfront (saison 1)
- Alban Aumard : Sylvain Buisine (saison 1)
- Laurent Spielvogel : Armand Chambolle (saison 1)
- Jean-Michel Fournereau : Responsable protocole (saison 1)
- Vincent Furic : Conseiller diplomatique (saison 1)
- Daniel Kramer : Conseiller diplomatique (saison 1)
- Sara Verhagen : Traductrice allemande (saison 1)
- Maryne Bertieaux : Alison (saison 1)
- Olivier Bayart : fils de Véronique (saison 1)
- Gaëlle Lebert : Corinne Alba, députée LR (saison 2)
- Yacine Benaouda : Fouad Oudina (saison 2)
- Alban Casterman : un conseiller défense de l'Élysée (saison 2)

De nombreux journalistes participent, dans leurs propres rôles, parmi lesquels Michaël Darmon, Jean-Pierre Elkabbach, Arnaud Leparmentier, Rebecca Fitoussi, Antoine Genton, Wendy Bouchard, Alice Rougerie, Audrey Pulvar pour la saison 1 ; Julian Bugier, Anne-Sophie Lapix, Patrick Cohen, Lionel Top, Nicolas Demorand et Léa Salamé pour la saison 2 ; Anne-Sophie Lapix, Edwy Plenel, Karine Le Marchand, Laurent Delahousse, Laurence Ferrari, Ruth Elkrief, Nathalie Saint-Cricq, Jean-Rémi Baudot et Raphaële Schapira pour la saison 3.

## Fiche technique
- Titre français : Baron noir

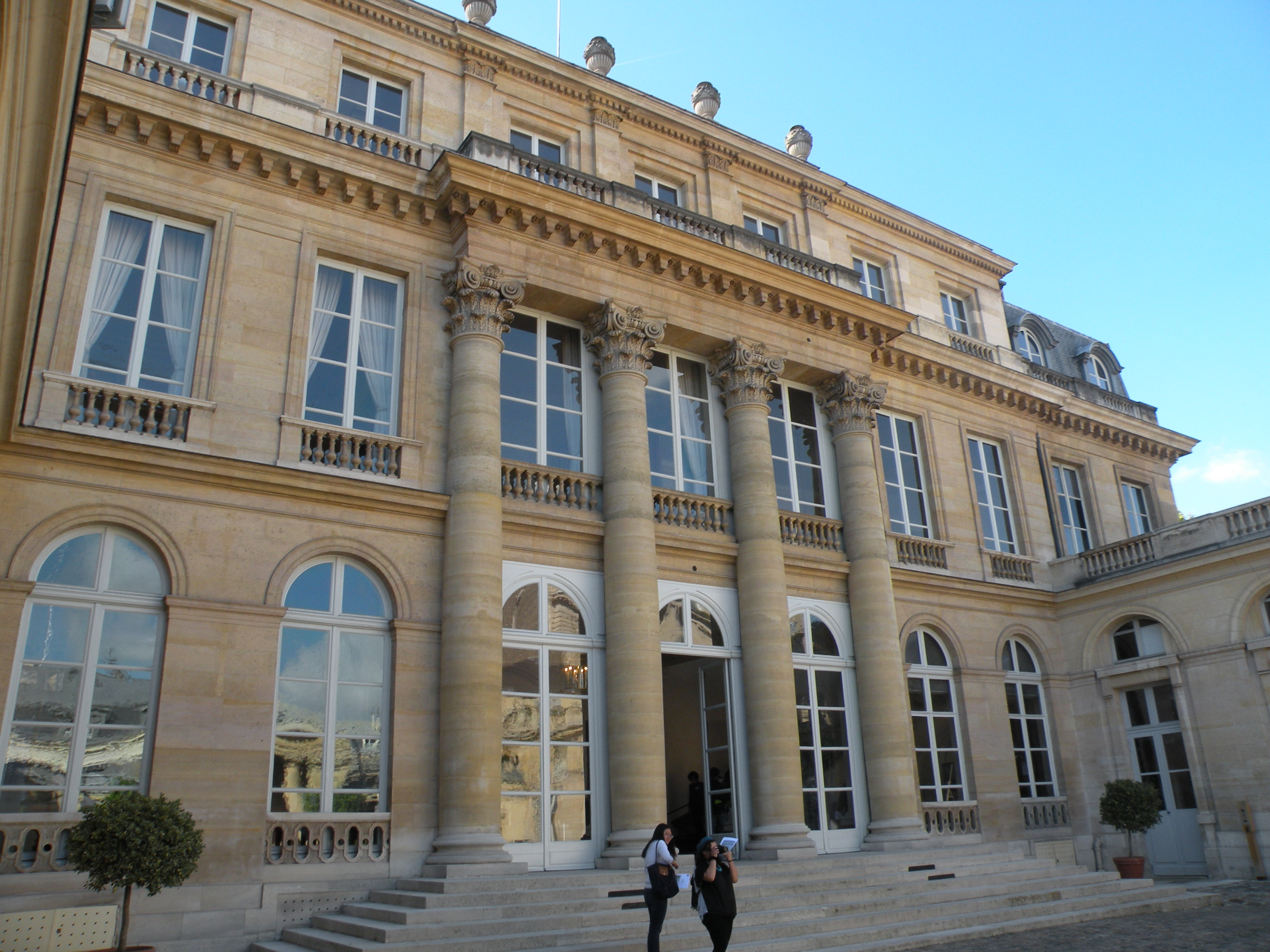
Les scènes de la saison 1 se déroulant dans les bureaux de la présidence de la République sont tournées à l’hôtel du Châtelet.

- Réalisation : Ziad Doueiri et Antoine Chevrollier, Thomas Bourguignon
- Scénario : Eric Benzekri et Jean-Baptiste Delafon
  - Consultation : Raphaëlle Bacqué[4]
- Musique originale : Evgueni Galperine et Sacha Galperine, Benjamin Shielden
- Photographie : Tommaso Fiorilli
- Production : Thomas Bourguignon et Stéphanie Carrère
- Sociétés de production : Kwaï
- Société de distribution :  Studiocanal
- Format : Couleur
- Durée : épisode de 55 minutes
- Genre : Drame
- Pays d'origine :  France
- Dates de sortie : France : 8 février 2016

## Épisodes

### Saison 1 (2016)
| N° | #  | Titre      | Réalisation  | Scénario                            | Première diffusion                  |
| --- | -- | ---------- | ------------ | ----------------------------------- | ----------------------------------- |
| 01 | 01 | Jupiter    | Ziad Doueiri | Eric Benzekri Jean-Baptiste Delafon | France : 8 février 2016 sur Canal+  |
| Le soir du débat du second tour entre Francis Laugier (candidat PS à l'élection présidentielle) et Jean-Marc Auzanet (président sortant UMP candidat à sa réélection), Philippe Rickwaert apprend qu'une perquisition se prépare contre les locaux de l'office HLM du Nord, car il est soupçonné d'avoir mis en place un système de financement illicite de la campagne de Laugier. Rickwaert part immédiatement dans sa circonscription et retrouve Joël Donfront, trésorier de l'office. Ils se mettent à la recherche d'argent liquide et détruisent les ordinateurs avant l'arrivée de la police. Philippe Rickwaert demande à Joël de prendre toute la responsabilité de l'affaire, au nom de la cause. Joël se suicide le matin. Avec l'aide des syndicats de l'usine Clamex, Philippe Rickwaert fait croire que les sommes manquantes ont été prélevées pour financer des mouvements ouvriers. L'enquête est close et Francis Laugier est élu président de la République. |    |            |              |                                     |                                     |
| 02 | 02 | 1932       | Ziad Doueiri | Eric Benzekri Jean-Baptiste Delafon | France : 8 février 2016 sur Canal+  |
| Francis Laugier officiellement investi Président de la République voit désormais en Rickwaert un danger, dû aux affaires qui rôdent toujours autour de lui et envisage de donner la 13e circonscription aux Verts à la suite de sa décision de ne nommer aucun écologiste dans son gouvernement, ce qui lui permettrait de rallier ce parti et d'écarter Rickwaert qui vise la direction du PS. Amélie Dorendeu organise le désistement du Parti communiste. Rickwaert est tout de même élu à l'aide d'un ami, Gérard Balleroy, qui renverse des urnes dans un bureau de vote hostile à Rickwaert. Le second tour des législatives voit le PS obtenir la majorité absolue des sièges (323 sièges). |    |            |              |                                     |                                     |
| 03 | 03 | Solférino  | Ziad Doueiri | Eric Benzekri Jean-Baptiste Delafon | France : 15 février 2016 sur Canal+ |
| Le poste de premier secrétaire du PS devenu vacant à la suite de l'accident du titulaire Alain Chistera, Rickwaert veut y installer Daniel Kahlenberg, le rival de Laugier. Laugier demande à Amélie Dorendeu, qui n'a jamais été élue, de prendre le parti. Et Rickwaert, de son côté, pour remercier Balleroy pour son « service » lui offre le chantier d'un centre culturel. Rickwaert découvre que Dorendeu n'a pas suffisamment d'ancienneté au PS pour se présenter. Le secrétaire général de l'Élysée Martin Borde menace Rickwaert : s'il fait échouer Amélie Dorendeu, le gouvernement annule son aide à l'usine Clamex. Rickwaert rallie alors le PS à Amélie Dorendeu qui est élue Première secrétaire. Amélie Dorendeu et Philippe Rickwaert deviennent amants. |    |            |              |                                     |                                     |
| 04 | 04 | Bleu       | Ziad Doueiri | Eric Benzekri Jean-Baptiste Delafon | France : 15 février 2016 sur Canal+ |
| Le gouvernement prépare un plan pour l'Éducation nationale. Philippe Rickwaert soutient le mouvement de lycéens professionnels, qui souhaite des quotas de places en IUT. Pour saborder ce mouvement, des membres des jeunes socialistes s'infiltrent à l'assemblée des lycéens et arrangent le vote pour saper l'organisation d'une manifestation d'ampleur. À l'Assemblée nationale, Philippe Rickwaert, vêtu d'un bleu de travail, interroge le gouvernement sur les quotas, mais Laurent Mirmont, le Premier ministre s'y oppose fermement, au nom du mérite républicain et parle de « faute morale ». En réaction à ses mots, la manifestation des lycéens contre le gouvernement est énorme. |    |            |              |                                     |                                     |
| 05 | 05 | Grenelle   | Ziad Doueiri | Eric Benzekri Jean-Baptiste Delafon | France : 22 février 2016 sur Canal+ |
| Pour mettre un terme aux mouvements lycéens, le gouvernement, en accord avec le patronat, propose une revalorisation des stages des lycéens professionnels. Philippe Rickwaert envoie Mehdi Fatani, le leader des lycéens, négocier avec Jean-Marc Auzanet le refus du patronat. Mais la droite veut qu'il s'engage avec elle aux élections européennes. La CGPME s'oppose à la revalorisation des stages. Francis Laugier décide donc d'accorder les quotas demandés mais Laurent Mirmont y reste fermement opposé et démissionne. Dans son départ, il prend des mesures pour faire tomber Gérard Balleroy. Daniel Kahlenberg est nommé Premier ministre et Philippe Rickwaert ministre du Travail. Il est toujours l'amant d'Amélie Dorendeu. Une photo de la rencontre entre Mehdi et Auzanet circule dans la presse, manquant de faire capoter l'arrangement mais Dorendeu et Rickwaert parviennent à trouver une façon de présenter les événements sans compromettre la place de Rickwaert. |    |            |              |                                     |                                     |
| 06 | 06 | Shutdown   | Ziad Doueiri | Eric Benzekri Jean-Baptiste Delafon | France : 22 février 2016 sur Canal+ |
| Véronique Bosso se destine à succéder à Philippe Rickwaert à la mairie de Dunkerque. Gérard Balleroy est mis en examen pour emplois fictifs, et Véronique Bosso veut porter plainte contre lui. Rickwaert veut alors faire échouer Bosso en forçant une élection municipale partielle et en faisant se présenter son frère contre elle. La France a dépassé son déficit autorisé par les traités européens et doit payer une amende. Francis Laugier refuse et avec l'aide de Rickwaert, met au point une stratégie : tenter de convaincre les autres pays européens d'une renégociation des traités afin d'instaurer une harmonisation fiscale. Mediapart dévoile un lien entre les comptes de l'OHL et le financement du divorce de Francis Laugier ; Rickwaert découvre ainsi à quoi a véritablement servi l'argent de la caisse noire qu'il a alimentée. |    |            |              |                                     |                                     |
| 07 | 07 | Pianoforte | Ziad Doueiri | Eric Benzekri Jean-Baptiste Delafon | France : 29 février 2016 sur Canal+ |
| Francis Laugier confie à Philippe Rickwaert la vente de son piano-forte qui justifierait la somme versée à son ex-femme lors de leur divorce. Dans le climat des « affaires » et avec l'ambition de Bruno Rickwaert qui a refusé la fusion des listes électorales au second tour, Les Républicains remportent la mairie de Dunkerque. Vulnérable de par la découverte de Mediapart, Laugier est poussé par Rickwaert à engager la bataille européenne en refusant les sanctions avant que Mediapart paralyse son action et faire passer les révélations comme une tentative de déstabilisation. Sentant le vent tourner, Balleroy négocie ses informations avec les Républicains. À la télévision, Francis Laugier affirme à Audrey Pulvar qu'« il n'y a pas d'amitiés en politique » alors que l'enregistrement de la conversation entre Philippe Rickwaert et Joël Donfront, le syndicaliste qui s'est suicidé, est publié. |    |            |              |                                     |                                     |
| 08 | 08 | Pardon     | Ziad Doueiri | Eric Benzekri Jean-Baptiste Delafon | France : 29 février 2016 sur Canal+ |
| Daniel Kahlenberg demande la démission de Philippe Rickwaert, mais Francis Laugier refuse dans un premier temps, craignant de nouvelles révélations et restant focalisé sur la renégociation des traités européens, puis « accepte la démission » de Rickwaert, contraint par Laugier en échange d'une aide à Véronique Bosso en dénonçant au Conseil constitutionnel la déstabilisation d'Auzanet pour voler la mairie de Dunkerque. Après avoir obtenu la preuve que l'histoire du pianoforte était fausse, Auzanet et la droite veulent viser Laugier plutôt que Rickwaert et lancent une procédure de destitution du président de la République, soutenue par Amélie Dorendeu et Laurent Mirmont. Véronique Bosso dit ce qu'elle sait à la police et Gérard Balleroy est arrêté. La procédure de destitution échoue et Dorendeu comprend aussitôt que Mirmont est revenu vers le Président. Mirmont a conclu un accord avec Laugier : en échange de son opposition à la procédure de destitution, Laugier annoncerait ne pas être candidat pour un second mandat et désignerait Mirmont comme candidat naturel ; Amélie, en désaccord, quitte le Président. L'accord européen échoue à cause des affaires autour de Laugier qui, acculé, démissionne. Rickwaert parle lui aussi à la police et est écroué. Amélie Dorendeu est candidate à la présidence, son amant continuant à la conseiller depuis sa cellule, mais Boudard propose que la droite arrange une libération rapide en échange d'informations sur la campagne de Dorendeu. Le Baron noir hésite. |    |            |              |                                     |                                     |

### Saison 2 (2018)
Canal + produit en 2017 une deuxième saison qui est diffusée du 22 janvier au 12 février 2018.
| N° | #  | Titre      | Réalisation                      | Scénario                             | Première diffusion                  |
| --- | -- | ---------- | -------------------------------- | ------------------------------------ | ----------------------------------- |
| 01 | 09 | Twins      | Ziad Doueiri                     | Eric Benzekri Jean-Baptiste Delafon  | France : 22 janvier 2018 sur Canal+ |
| Philippe Rickwaert est libéré sous caution après deux mois de prison, et il est assigné à résidence dans un studio du XIXe arrondissement. Il est resté le conseiller de l'ombre d'Amélie Dorendeu, qualifiée pour le second tour de l'élection présidentielle avec Lionel Chalon, le candidat du Front national. Pour Rickwaert, la victoire est assurée mais afin d'avoir la majorité aux élections législatives qui vont suivre, il lui conseille de se rapprocher de Michel Vidal, le candidat de gauche radicale. À sa surprise, elle refuse et décide de faire campagne seule. Le soutien de Jean-Marc Auzanet, suivi d'une vidéo virale mettant en évidence la similarité de leurs programmes, la plombe dans les sondages et Dorendeu reconsidère l'offre, mais Rickwaert, qui sent qu'elle est conseillée par un autre, lui suggère d'aller maintenant sur le terrain du FN. Pendant la nuit précédant le débat d'entre-deux-tours, Rickwaert découvre qui est le conseiller : Stéphane Thorigny, le candidat centriste. La découverte le rend furieux. Finalement, Dorendeu parvient avec le débat à contrer les appels du Front national tout en s'attirant la sympathie de Vidal. Le soir de l'élection, tous les sondages annoncent la victoire d'Amélie Dorendeu. Elle est élue première femme présidente de la République française avec un score de 53 %. Philippe Rickwaert est libéré et se rend aussitôt dans son ancienne circonscription, où il découvre que le candidat PS pour les législatives à venir est Pascal Carthaud. |    |            |                                  |                                      |                                     |
| 02 | 10 | Tourniquet | Ziad Doueiri                     | Eric Benzekri Jean-Baptiste Delafon  | France : 22 janvier 2018 sur Canal+ |
| Amélie Dorendeu prend ses fonctions et imagine déjà un nouveau gouvernement porté par Aurore Dupraz de l'aile gauche du PS, pour équilibrer avec les positions de Thorigny et de nouveaux députés issus de la société civile, mais quand Vidal se montre très critique envers ce choix pro-libéral, Dupraz refuse. Dorendeu choisit donc Alain Chistera comme Premier ministre et charge Kahlenberg de faire en sorte que 50 circonscriptions soient offertes aux candidats de la société civile, soutenus par Thorigny. En parallèle, elle met en place une unité antiterroriste renforcée. À Dunkerque, Rickwaert s'ingénie à saper la campagne de Pascal Carthaud, qu'il méprise, et refuse d'abandonner sa circonscription. Il fait fuiter dans la presse ses relevés de compte afin de s'attirer la sympathie du public, prévoyant un retour en politique pour les élections européennes et s'assure le soutien de Carthaud. Mais quand les événements de Paris lui reviennent et menacent la campagne législative de Cyril Balsan, Rickwaert en profite pour revenir arranger les choses en suggérant de ne laisser que 28 circonscriptions à la société civile, tout en se ménageant une chance d'être élu député en indépendant, ce que met en place Kahlenberg. Dorendeu fait venir Rickwaert le soir à l'Élysée, et les deux anciens amants se réconcilient pour le bien du parti, bien qu'ils restent en désaccord. |    |            |                                  |                                      |                                     |
| 03 | 11 | Haram      | Ziad Doueiri                     | Eric Benzekri Jean-Baptiste Delafon  | France : 29 janvier 2018 sur Canal+ |
| La présidente Dorendeu n'obtient qu'une majorité relative à l'Assemblée, ce qui met en danger son projet de nouvelle loi santé. Philippe Rickwaert reste son conseiller de l'ombre et lui suggère de renoncer définitivement à l'article 49.3 afin de créer un « choc de démocratie », et de renforcer le côté « jupitérien » de sa présidence. Cyril Balsan est devenu député dans le Val-de-Marne, et se trouve confronté à un terrible acte de communautarisme dans une école maternelle de sa circonscription : un parent d'élève a violemment frappé une professeure des écoles parce qu'elle avait distribué à ses élèves des bonbons qui n'étaient pas halal, mais haram (interdits dans la religion musulmane). Dès lors, Balsan s'engage dans un combat contre le communautarisme et pour la mixité sociale dans les écoles. De son côté, Philippe Rickwaert, toujours en attente de son procès, manœuvre pour se faire une place sur la liste socialiste de la circonscription Nord pour les élections européennes, qui ont lieu dans deux ans. Mais il se fait vertement rembarrer par René Malandrin, devenu l'homme fort de la fédération socialiste du Nord de la France. Rickwaert pousse alors son ancien assistant Cyril Balsan, dont il reste le mentor, à dénoncer publiquement à travers une « liste noire » les élus socialistes qui pratiquent le clientélisme et favorisent le communautarisme, et à y inclure Malandrin. La présidente Dorendeu est pour sa part confrontée aux menaces terroristes qui planent sur le territoire. Elle est constamment « briefée » dans la salle de crise par les responsables des services de renseignement et dirige les opérations de surveillance de plusieurs djihadistes français présents sur le territoire. Les élus socialistes avertis de la liste de Balsan se rebellent et menacent de ne pas voter la loi santé en poussant des députés de leurs régions à renoncer. À la demande d'Amélie, Rickwaert tente maintenant de stopper Balsan, révélant son plan pour les européennes et son idée de réunir le PS et les radicaux de Michel Vidal. Mais Balsan refuse, rejoint les locaux de sa circonscription et démarre sa conférence de presse... |    |            |                                  |                                      |                                     |
| 04 | 12 | Conversion | Ziad Doueiri                     | Eric Benzekri Jean-Baptiste Delafon  | France : 29 janvier 2018 sur Canal+ |
| À la suite de ses déclarations, le PS sanctionne Cyril Balsan et le suspend du parti. Rickwaert continue d'être le conseiller officieux de la présidente mais avec le procès contre Francis Laugier qui se prépare, il se retrouve très endetté. Après la loi santé votée de justesse, une réforme des prisons se prépare et le poids de l'article 49.3 va manquer pour la faire passer. Kahlenberg, Chistera et d'autres pontes du parti proposent alors de faire appel à l'article au nom du Parlement et demandent à Le Cléach, le secrétaire général de l'Élysée, de soumettre l'idée à la présidente qui ne renoncerait pas officiellement à son engagement. Celle-ci est occupée par deux dossiers : trois individus fichés S ont échappé pendant sept heures à leur surveillance et un conseiller envisage la possibilité de les faire assassiner. En parallèle, Rickwaert, qui a détourné les soupçons de son arrangement pour les européennes sur Véronique Bosso, veut que Dorendeu commence les discussions avec Vidal pour refonder l'union de la gauche. Comme Rickwaert s'y attendait, Vidal se montre odieux et intransigeant sur les mesures sociales qu'il défend. Alors que les négociations sont au point mort et que Dorendeu considère la proposition de Le Cléach, Rickwaert provoque Vidal en menaçant de le présenter comme un politique défendant son ego plus que ses mesures, afin de le forcer à trouver un terrain d'entente. De son côté, Rickwaert prépare son procès avec son avocate Me Ziegler mais Laugier, à la suite d'un malaise, repousse l'échéance du procès de l'OHL. Au cours d'une nuit, la menace des trois individus surveillés devient critique et la présidente autorise la DGSE à les éliminer en dehors de tout cadre légal. Au matin, elle jette le texte de proposition de loi, renonce à l'arrangement avec Vidal pour revenir auprès de Thorigny qu'elle va nommer Premier ministre à la place de Chistera. Rickwaert apprend la nouvelle peu après avoir découvert que sa fille Salomé ne s'est jamais installée à Londres et qu'elle compte changer de nom. |    |            |                                  |                                      |                                     |
| 05 | 13 | Chouquette | Antoine Chevrollier              | Eric Benzekri Jean-Baptiste Delafon  | France : 5 février 2018 sur Canal+  |
| Amélie Dorendeu met en place sa stratégie de communication pour faire passer la nomination de Stéphane Thorigny à Matignon, en laissant filtrer dans la presse une rumeur de dissolution de l'Assemblée nationale. Comme elle le prévoyait, les ténors du parti paniquent, mais Rickwaert voit clair. Il se tourne donc vers Aurore Dupraz pour faire un coup lors du conseil national du parti et empêcher les soutiens de Dorendeu d'avoir leur majorité ; il a le soutien de Chistera, qui vient d'apprendre son prochain remplacement, et de Balsan mais dont les positions sur la laïcité sont trop clivantes. Au même moment, Rickwaert apprend que son procès est repoussé car Francis Laugier est mourant d'un cancer de l'estomac qu'il n'a pas soigné ne supportant pas la fin de sa vie politique, une nouvelle qui tombe mal pour lui comme pour Dorendeu. Un proche de l'avocate de Rickwaert lui propose de retourner voir Laugier à l'hôpital pour tenter de le persuader de dire la vérité sur l'OHL, le pianoforte et l'origine du détournement de fonds pour le divorce. Thorigny a déjà l'idée pour éviter de ternir l'image de la présidente : envoyer la police faire évacuer les militants anti-euthanasie qui occupent l'entrée d'un hôpital, comptant parmi eux une députée LR. Mais Chalon s'invite lors de l'opération, forçant l'annulation de l'évacuation, et l'image du président du FN partageant des chouquettes avec la députée LR marque un tournant dans l'organisation politique. Au moment du conseil national, marqué par la mort soudaine de l'ancien Président de la République Francis Laugier, Dupraz décide de démissionner et de rejoindre le parti de Vidal, Balsan compte s'abstenir. Devant les échecs successifs, Rickwaert décide de cesser d'être le Baron noir du PS. |    |            |                                  |                                      |                                     |
| 06 | 14 | Remontada  | Antoine Chevrollier              | Olivier Demangel Thomas Finkielkraut | France : 5 février 2018 sur Canal+  |
| Cyril s'impose dans les médias et Amélie triomphe avec Thorigny à Matignon. Philippe, lui, doit faire face à ses juges. Laugier est mort et il va devoir endosser seul la responsabilité d'un système de corruption dont il n'a lui-même pas profité. Il tente une ultime manœuvre, auprès du secrétaire général de l'Élysée. Amélie et Thorigny sont par ailleurs mobilisés sur les sujets terroristes. Thorigny joue un jeu trouble, à la fois de séduction personnelle avec Amélie mais aussi de manœuvres discrètes. Balsan, par ses prises de position, s'attire des inimitiés puissantes alors même qu'un débat est prévu avec Chalon sur l'Éducation. Il est agressé et humilié à sa permanence et une vidéo en est faite puis diffusée sur Internet. Rickwaert promet de ne pas faire appel du jugement puis voit Salomé assister à son audience. Cela lui donne des ailes et, finalement, il prend la parole et dénonce le pouvoir judiciaire à la solde du Politique dans son affaire, en particulier ce qui a mené au suicide de Joël. À la suite de la condamnation et de l'agression de Cyril, Rickwaert remplace son ancien poulain pour le débat avec Chalon. Il lance une bombe politique... |    |            |                                  |                                      |                                     |
| 07 | 15 | Diprotodon | Antoine Chevrollier              | Eric Benzekri Jean-Baptiste Delafon  | France : 12 février 2018 sur Canal+ |
| Philippe a terrassé le patron du FN à la télé, exploitant l'idée d'un référendum sur la mixité scolaire, Dorendeu est prise en étau entre Thorigny clairement opposé et la gauche qui semble se rallier à cette idée notamment Pascal Carthaud. Thorigny va, sous le contrôle de Dorendeu, initier la rédaction d'un rapport sur l'enseignement public mais le profil d'une rapporteuse, ancienne membre de l'Association des parents d'élèves de l'enseignement libre (APEL), décrédibilise ce dernier. Dorendeu souhaite enterrer le rapport dans le but de stopper la dynamique du référendum, Thorigny s'y oppose et menace de démissionner si elle passe à l'action. Thorigny conspire avec des dirigeants de centre gauche et de centre droit pour construire un mouvement capable de l'imposer à la prochaine présidentielle au cas où Dorendeu ne serait pas candidate. Dans ce contexte de recomposition politique, Philippe veut rallier Kahlenberg à sa cause en l'amenant au collège en grève pour la mixité sociale, où ils sont rejoints par Vidal. Il met Amélie face à ses responsabilités et à un choix stratégique majeur : le premier, enterrer le référendum et se tourner définitivement vers le centre et la droite, ou le second qui est de recourir à l'article 11 de la Constitution pour enclencher le référendum sur la mixité et donc revenir à gauche. Amélie hésite. |    |            |                                  |                                      |                                     |
| 08 | 16 | Sorpasso   | Ziad Doueiri Antoine Chevrollier | Eric Benzekri Jean-Baptiste Delafon  | France : 12 février 2018 sur Canal+ |
| Philippe n'a pas vraiment le loisir de savourer l'impact positif de son débat télévisé. Il lui reste à convaincre Kahlenberg de l'intérêt de se rapprocher de son camp alors que Thorigny déploie de nombreux arguments pour tenter de constituer de nouvelles alliances. Les images de la sœur d'un des disparus de Courcouronnes violentée par la police créent une vague d'émeutes à travers le pays. Les premiers sondages sur le potentiel référendum sont publiés : 59 % pour le OUI, 41 % pour le NON, Thorigny veut appeler à l'abstention. Quelques jours plus tard, une attaque terroriste a lieu à l'école de police de Roubaix, faisant 8 victimes. Vidal accuse publiquement la présidente Dorendeu d'avoir fait exécuter les trois présumés terroristes, et Rickwaert, appuyé par les doutes de Véronique Bosso, fait le lien avec le jour où elle a choisi de nommer Thorigny Premier ministre. Il décide alors de se rendre à l'Élysée pour proposer une stratégie qui lui permettrait de sortir de cette situation tout en se lavant des soupçons. Philippe lui propose une manœuvre de maître : dissoudre l'Assemblée sans Vidal ni Thorigny et mettre en place la mixité promue par Balsan ce qui assèchera Vidal puis Chalon et lui donnera une image de véritable cheffe de guerre. Ainsi, lors d'une allocution, elle annonce trois jours de deuil national pour les victimes de l'attentat de Roubaix et dissout l' Assemblée nationale. Elle forme La France unie, un parti centriste qui remporte les législatives anticipées et demande à Thorigny de former un nouveau gouvernement d'union nationale, au sein duquel Balsan devient ministre de l'Éducation. Rickwaert va voir Vidal qui lui demande son aide et d'intégrer son parti, Debout le peuple (DLP), mais lui pense déjà à l'Élysée. |    |            |                                  |                                      |                                     |

### Saison 3 (2020)
Avant même la diffusion de la saison 2, Kad Merad annonce le 16 janvier 2018, qu'une saison 3 est en préparation. Celle-ci est réalisée par Antoine Chevrollier (épisodes 1 à 4) et Thomas Bourguignon (épisodes 5 à 8) et est diffusée à partir du 10 février 2020 sur Canal+.
| N° | #  | Titre      | Réalisation         | Scénario                                           | Première diffusion                  |
| --- | -- | ---------- | ------------------- | -------------------------------------------------- | ----------------------------------- |
| 01 | 17 | Check up   | Antoine Chevrollier | Eric Benzekri Raphaël Chevènement                  | France : 10 février 2020 sur Canal+ |
| Philippe Rickwaert a à peine achevé sa peine d'inéligibilité, qu'il annonce à Kahlenberg qu'il compte se présenter à l'élection présidentielle qui aura lieu deux ans plus tard. Or les différents chefs des partis politiques sont plus préoccupés par les prochaines élections régionales. Dans les régions PACA et Hauts-de-France, le parti au pouvoir est distancé dans les sondages par les mouvements populistes de Vidal et de Chalon. Rickwaert tente de convaincre Carthaud de lui céder la place mais ce dernier refuse. De plus des enquêtes quali mettent en évidence que pour l'opinion publique, Rickwaert reste perçu comme l'éternel Baron noir du Parti socialiste, ce qui constitue une tache indélébile et donc un obstacle majeur à ses ambitions présidentielles. |    |            |                     |                                                    |                                     |
| 02 | 18 | Diaspora   | Antoine Chevrollier | Eric Benzekri Olivier Demangel Thomas Finkielkraut | France : 10 février 2020 sur Canal+ |
| Rickwaert rejoint officiellement le parti de Vidal et conseille Véronique Bosso pour les débats des élections régionales, mais comme il sait que le RN sera en tête au premier tour dans la région Hauts-de-France, il s'assure également de conseiller Carthaud pour lui assurer un bon chiffre qui permettrait une fusion des listes au second tour et leur assurerait la victoire. Balsan a quitté le gouvernement, ne supportant plus les directives de Thorigny, et Dorendeu le désigne candidat aux régionales pour les Hauts-de-France pour faire passer sa démission comme un non-cumul de mandats. Balsan tente alors de se rapprocher de Rickwaert, en vain. L'arrivée de l'ancien protégé de Rickwaert dans sa région met la puce à l'oreille de Vidal qui commence à comprendre le plan de son nouvel associé sur le long terme. Démasqué, Rickwaert doit lâcher Balsan qui à la veille du second tour, décide de quitter la vie politique. |    |            |                     |                                                    |                                     |
| 03 | 19 | #MeToo     | Antoine Chevrollier | Eric Benzekri Olivier Demangel Thomas Finkielkraut | France : 17 février 2020 sur Canal+ |
| L'élection de Véronique Bosso en Hauts-de-France conforte la position de Vidal. L'irruption du GUD lors d'une réunion en non-mixité dans un lycée inspire Rickwaert qui va en profiter pour attirer de nouveaux électeurs au parti de Vidal et les lui prendre une fois le chef affaibli. Les plans d'Amélie Dorendeu pour la « Françallemagne » sont mis à mal par une affaire de harcèlement sexuel visant le chancelier allemand, qui doit démissionner. Thorigny démissionne également et Amélie nomme Martin Borde comme successeur. Devant l'instabilité du gouvernement, Rickwaert prépare l'union des gauches et Chalon, celle des droites, mais la Présidente les prend de court en annonçant une réforme constitutionnelle majeure. Rickwaert pousse alors Vidal à appeler à une assemblée constituante, comme elle l'avait prévu. |    |            |                     |                                                    |                                     |
| 04 | 20 | Inventaire | Antoine Chevrollier | Eric Benzekri Raphaël Chevènement                  | France : 17 février 2020 sur Canal+ |
| Devant la réaction des militants de Debout le peuple, Amélie Dorendeu précise l'essentiel de sa réforme : une modification de l'article 6 de la Constitution, supprimant l'élection du Président de la République au suffrage universel. Elle parvient à convaincre Boudard pour obtenir le vote pour des députés gaullistes, s'assurant ainsi que la proposition sera adoptée à l'Assemblée nationale et fera scission au sein du mouvement de Vidal ; le chef du parti s'exprime contre sur les réseaux sociaux sans consulter le bureau, et Rickwaert décide de soutenir la proposition. Naïma Meziani pense cependant que Rickwaert respecte trop Vidal pour être résolu à l'achever le moment venu. Galvanisé par son discours devant les députés, le Premier ministre Borde critique l'héritage du général de Gaulle devant les journalistes et Boudard lui tourne le dos aussitôt. Un grand débat public est organisé entre Vidal et Rickwaert, surveillé par une équipe de trolls agissant pour Dorendeu ; Vidal est d'abord soutenu à son appel à l'Assemblée constituante mais Rickwaert rappelle les échecs électoraux de son adversaire et emporte le débat en appelant à accepter une victoire immédiate. Les militants de Debout le peuple le désavouent cependant, et la proposition de réforme est finalement adoptée avec six voix d'avance par l'Assemblée nationale grâce aux voix du RN. Dorendeu doit désormais se rapprocher de Rickwaert. |    |            |                     |                                                    |                                     |
| 05 | 21 | Satanas    | Thomas Bourguignon  | Eric Benzekri Raphaël Chevènement                  | France : 24 février 2020 sur Canal+ |
| À trois semaines du référendum, le Oui stagne à 40 % dans les sondages. Persuadé que ce résultat est dû à l'impopularité de Dorendeu, Rickwaert tente de convaincre la présidente de renoncer à participer à la campagne, non sans avoir annoncé qu'elle ne démissionnerait pas en cas de défaite. Amélie congédie Philippe, convaincue que c'est une manœuvre de sa part pour s'arroger l'entièreté d'une hypothétique victoire du Oui. Lors d'un déplacement en province, à Beauvais, elle repense aux mots de l'ancien maire de Dunkerque sur la haine qu'elle provoquerait et tente d'échanger avec des manifestants qui l'accueillent aux cris de « Dictature dorendiste ! ». Un manifestant finit par la gifler, et se révèle être un admirateur de Christophe Mercier, enseignant et vidéaste antisystème qui rejette la démocratie représentative. Quand les intentions de vote en faveur du Oui remontent, Naïma Meziani remarque que c'est dû à une hausse de l'abstention du camp du Non, sensible aux thèses de Mercier. Elle tente ensuite de convaincre Dorendeu de débattre avec Mercier et perdre le débat, pour le renforcer et accroître l'abstention des opposants à la réforme, mais la présidente décèle une manœuvre de son ancien conseiller de l'ombre et s'y oppose. Philippe se jette donc dans le débat en direct face au vidéaste et galvanise les soutiens de ce dernier. Finalement, le Oui échoue à 48,5 %, un résultat inespéré, mais la soirée électorale est entachée de nombreuses violences dans les bureaux de vote causés par les partisans de Mercier. Faisant la une des médias, elles empêchent Vidal de se présenter en vainqueur et faire l'union autour de lui, surtout que le Oui est majoritaire chez les électeurs de gauche. Après que Rickwaert l'a exhorté à rassembler la gauche, Michel se rend chez Christophe Mercier. |    |            |                     |                                                    |                                     |
| 06 | 22 | Oui        | Thomas Bourguignon  | Eric Benzekri Olivier Demangel Thomas Finkielkraut | France : 24 février 2020 sur Canal+ |
| Philippe demande Naïma en mariage, et cette dernière lui propose de faire de leur mariage un rassemblement des ténors de la gauche pour forcer un accord sur un projet politique et une primaire. Tous, de Vidal à Kahlenberg, se rendent à Dunkerque et un accord politique semble sur le point d'être conclu. Alors que Rickwaert est prêt à sabrer le champagne, Michel affirme que Mercier doit être aidé à recueillir les 500 parrainages pour se présenter à la présidentielle. Le Premier secrétaire du PS explose contre le leader de Debout le peuple et l'accord tombe à l'eau, une séquence filmée par l'assistant de Vidal et mise en ligne sur le Web. Le YouTubeur antisystème, aidé par la députée européenne Léandra Tallier qui a quitté le RN après que Lionel Chalon a renoncé au Frexit, est en effet en quête des signatures d'élus, et publie sur Facebook la vidéo d'un maire la lui refusant par peur de perdre ses subventions. Dorendeu saisit alors l'instant pour déclarer sa candidature à la présidentielle, reprenant au passage une idée de Philippe de sortir les investissements écologiques du calcul du déficit public, et appelle les élus à accorder leur parrainage à Mercier pour qu'il se présente. À Dunkerque, Naïma Meziani tente sans succès de convaincre son époux de se présenter lui aussi. |    |            |                     |                                                    |                                     |
| 07 | 23 | Brüder     | Thomas Bourguignon  | Eric Benzekri Raphaël Chevènement                  | France : 2 mars 2020 sur Canal+     |
| Ayant renoncé à une candidature à la présidentielle au nom de son discours sur l'unité de la gauche, Rickwaert est persuadé que la présidente le nommera Premier ministre après sa victoire. Au premier tour, Dorendeu devance Mercier, qui double Chalon. Vidal, arrivé quatrième, voit Debout le peuple lui échapper et préparer son ralliement au YouTubeur, bien que le candidat du RN ait appelé à voter en faveur de ce dernier. Philippe est effectivement appelé par Amélie, qui veut le désigner à Matignon sur un programme social et écologiste. C'est alors que la presse révèle l'accord secret entre la présidente et l'ancien chancelier allemand sur le partage du siège français à l'ONU. Mercier renforce son discours sur les élites trahissant le peuple, et Rickwaert comprend que Dorendeu n'est plus le rempart face aux extrêmes, mais un tremplin, et qu'elle ne peut plus remporter l'élection. Il monte donc avec elle un stratagème visant à faire constater son empêchement par le Conseil constitutionnel, pour invalider et recommencer l'élection. |    |            |                     |                                                    |                                     |
| 08 | 24 | Ahou !     | Thomas Bourguignon  | Eric Benzekri Raphaël Chevènement                  | France : 2 mars 2020 sur Canal+     |
| Dorandeu charge son secrétaire général de révéler l'assassinat illégal des trois djihadistes de Courcouronnes deux ans plus tôt et la décrire comme psychologiquement instable. Constatant que de telles révélations ne permettent plus de tenir le scrutin dans des conditions normales, les Sages — présidés par Alain Chistera — se réunissent. Mercier demande discrètement à Aurore Dupraz de provoquer des émeutes pour mettre la pression sur le Conseil constitutionnel, mais finalement, ils déclarent Amélie empêchée et annulent l'élection présidentielle. Vidal appelle aussitôt Rickwaert pour en faire le candidat unique de la gauche, ce que ce dernier accepte. Après que le Conseil constitutionnel a prononcé l'empêchement de Dorendeu, Rickwaert se présente en candidat unique de la gauche à la nouvelle élection présidentielle, face à Mercier, Boudard et Chalon. Amélie, qui rencontre Philippe en secret pour lui imposer de la dénigrer dans ses meetings afin de fédérer les électeurs, se retire dans sa maison d'enfance avec Olivier. Au soir du premier tour, l'ancien maire de Dunkerque pointe en deuxième position avec quasiment 17 points de retard sur Mercier qui a siphonné l'électorat de Lionel Chalon, tombant à 9 % (contre 18,2 lors de l'élection invalidée). Lors du débat d'entre deux tours, Rickwaert réussit à pointer quelques contradictions de son adversaire avant de revendiquer l'importance de l'élection et du débat politique, que le tirage au sort met en danger selon lui. Élu président de la République à une très courte majorité (50,9 %), Philippe apprend au soir de sa victoire la mort d'Amélie, qui s'est suicidée quelques heures plus tôt. |    |            |                     |                                                    |                                     |

## Univers de la série

### Personnages par fonctions

#### À gauche
- Philippe Rickwaert : député de la 13e circonscription du Nord et maire de Dunkerque, puis ministre du Travail (saison 1), président de la République (saison 3) ;
- Amélie Dorendeu : conseillère de Francis Laugier, puis première secrétaire du Parti socialiste (saison 1 et 2), présidente de la République (saison 2 et 3) ;
- Francis Laugier : président de la République (saison 1) ;
- Véronique Bosso : 1re adjointe au maire de Dunkerque (saison 1), conseillère spéciale d'Amélie Dorendeu (saison 2), présidente du conseil régional des Hauts-de-France (saison 3) ;
- Cyril Balsan : assistant parlementaire de Philippe Rickwaert, puis directeur de cabinet de Philippe Rickwaert au ministère du Travail (saison 1), député de la 3e circonscription du Val-de-Marne (saison 2), ministre de l'Éducation nationale d'Amélie Dorendeu (saison 3) ;
- Alain Chistera : premier secrétaire du Parti socialiste (saison 1), premier Premier ministre d'Amélie Dorendeu, (saison 2), président du Conseil constitutionnel (saison 3) ;
- Laurent Mirmont : premier Premier ministre de Francis Laugier (saison 1), président de l'Assemblée nationale (saison 2), ministre des Affaires étrangères d'Amélie Dorendeu (saison 3) ;
- Daniel Kahlenberg : député de Paris, puis second Premier ministre de Francis Laugier (saison 1), premier secrétaire du Parti socialiste (saison 2 et 3) ;
- Martin Borde : secrétaire général de la présidence de la République du mandat de Francis Laugier puis de celui d'Amélie Dorendeu, (saison 1 à 3), troisième Premier ministre d'Amélie Dorendeu (saison 3) ;
- Michel Vidal : leader du mouvement de gauche radicale Debout le peuple (saison 2 et 3) ;
- Aurore Dupraz : députée de Seine-Saint-Denis et cheffe de file de l'aile gauche du PS, puis membre du mouvement de Michel Vidal (saison 2 et 3) ;

#### Au centre
- Stéphane Thorigny : chef des centristes et député de la 6e circonscription du Calvados, puis deuxième Premier ministre d'Amélie Dorendeu (saison 2 et 3) ;

#### À droite
- Jean-Marc Auzanet : président de la République puis chef des Républicains (saison 1) et membre de droit du Conseil constitutionnel (saison 1 à 3) ;
- François Boudard : ministre de l'Intérieur de Jean-Marc Auzanet (saison 1) et d'Amélie Dorendeu, chef des Républicains (saison 3) ;
- Corinne Alba : députée des Yvelines opposée à la loi sur l'euthanasie proposée par le gouvernement Chistera (saison 2) ;

#### À l'extrême droite
- Lionel Chalon : président du Rassemblement national (saison 2 et 3) ;
- Léandra Tallier, députée européenne du Rassemblement national puis alliée de Christophe Mercier (saison 3) ;

#### Antisystème
- Christophe Mercier : professeur de SVT et vidéaste politique antisystème (saison 3).

## Inspirations
La série s'inspire de plusieurs faits de la vie politique française. Eric Benzekri, coscénariste de Baron noir, a été impliqué dans des mouvements lycéens et étudiants avant de travailler avec Julien Dray, qui a quelques points communs avec le personnage de Philippe Rickwaert : en octobre 1988, Le Monde pointe l'influence des trotskistes dans une grève des infirmières contre le gouvernement de Michel Rocard. Julien Dray y est qualifié de « baron noir de l'agitation sociale ». En 1997, le député Patrice Carvalho participe à une séance de l'Assemblée nationale en bleu de travail. Eric Benzekri a également été membre du cabinet ministériel de Jean-Luc Mélenchon lorsque celui-ci était ministre délégué à l'Enseignement professionnel du gouvernement Jospin. Dans la deuxième saison, on retrouve des personnages inspirés des candidats à l'élection présidentielle de 2017 : Michel Vidal pour Jean-Luc Mélenchon, Amélie Dorendeu pour Emmanuel Macron, Cyril Balsan pour Manuel Valls ou encore Lionel Chalon pour Marine Le Pen ; Stéphane Thorigny quant à lui semble inventé pour la série. La troisième saison s'inspire pour sa part du mouvement des Gilets jaunes, avec l'émergence du personnage de Christophe Mercier, qui semble inspiré d'Étienne Chouard, et qui est un citoyen très suivi sur les réseaux sociaux pour ses positions antisystème. Elle aborde aussi les harcèlements sexuels, et l'importance de la forme avec la présidente dans l'émission Une ambition intime présentée par Karine Le Marchand. 
Dans un article du journal Le Monde, après la nomination en 2023 du ministre du Logement, Patrice Vergriete, qui fut aussi maire de Dunkerque, des comparaisons entre le personnage de Kad Merad et l'ancien maire sont faites, Benzekri parle d'une folle ressemblance dans l'ascenseur social, dont tous deux sont de grands exemples, la série reprend notamment quelques éléments de sa vie à Dunkerque, privée comme professionnelle.
Des événements sont toutefois inédits, comme une procédure de destitution puis l'empêchement d’un président ou l'entrée à l'Élysée d'une femme.
Des personnalités politiques de tous bords comme Stéphane Séjourné, Bruno Roger-Petit, Alexis Corbière et Jean-Christophe Cambadélis ont apporté leurs conseils à Éric Benzekri pour la conception du scénario.

## Lieux de tournage

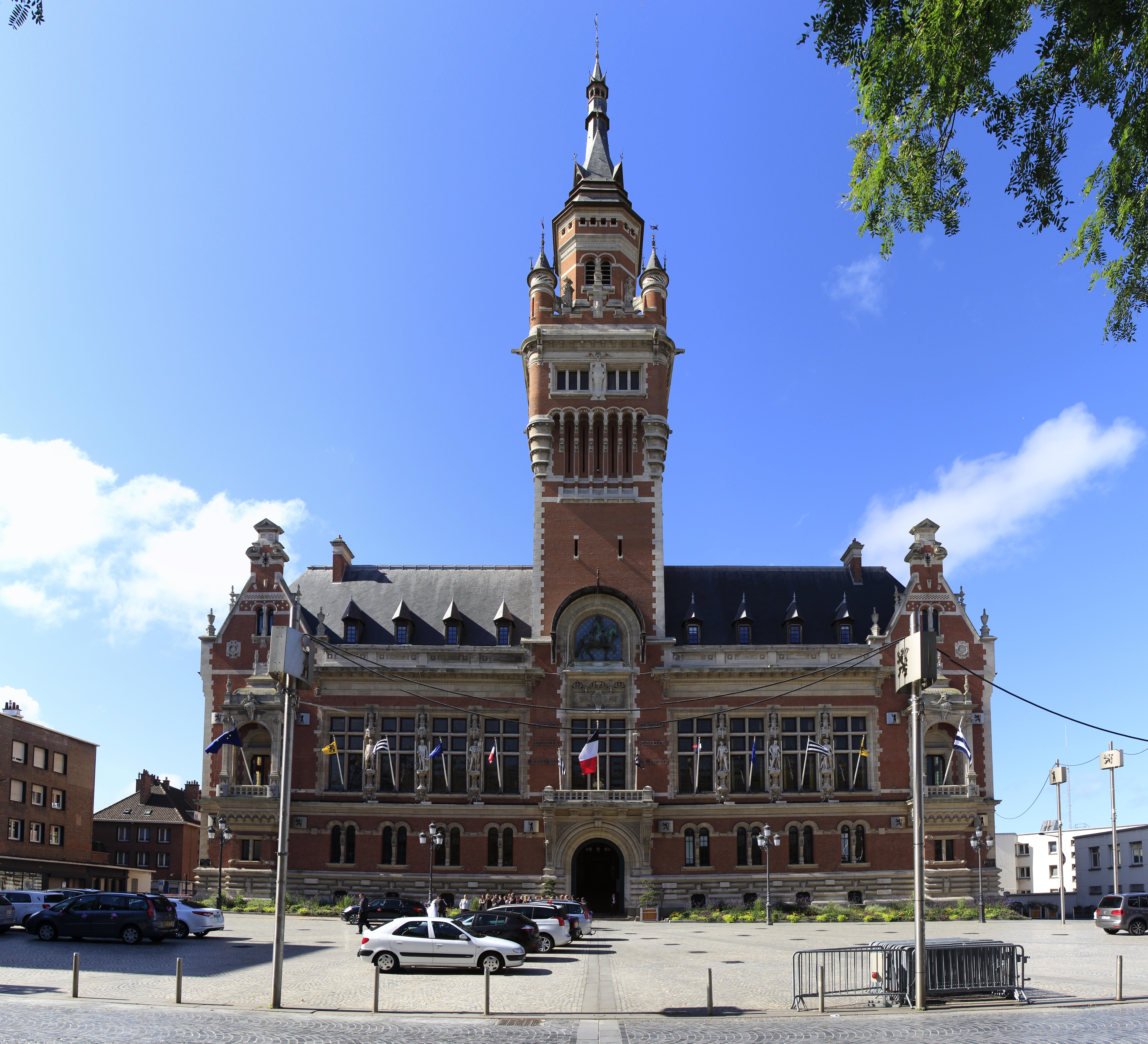
Hôtel de ville de Dunkerque

Le tournage se déroule entre Dunkerque (notamment le château Duriez, à Steene, près de la ville, pour figurer La Lanterne), Bordeaux et Paris.
À Paris, le bâtiment qui était alors le siège du PS, rue de Solférino apparaît dans la saison 2. Des scènes ont été tournées dans les locaux de Public Sénat par dépit, en effet, ni le palais du Luxembourg, ni le palais Bourbon n'ont autorisé de tournages. L'Élysée est en partie représenté par l'hôtel du Châtelet, véritable siège du ministère du Travail, mais aussi par l'Hôtel de la République, siège du cabinet de la préfecture du Nord et l'Hôtel de préfecture des Yvelines. Les scènes de la saison 1 se déroulant dans l’hémicycle de l’Assemblée nationale sont tournées au palais d'Iéna. Plusieurs scènes de la troisième saison sont tournées au palais de l'Élysée.

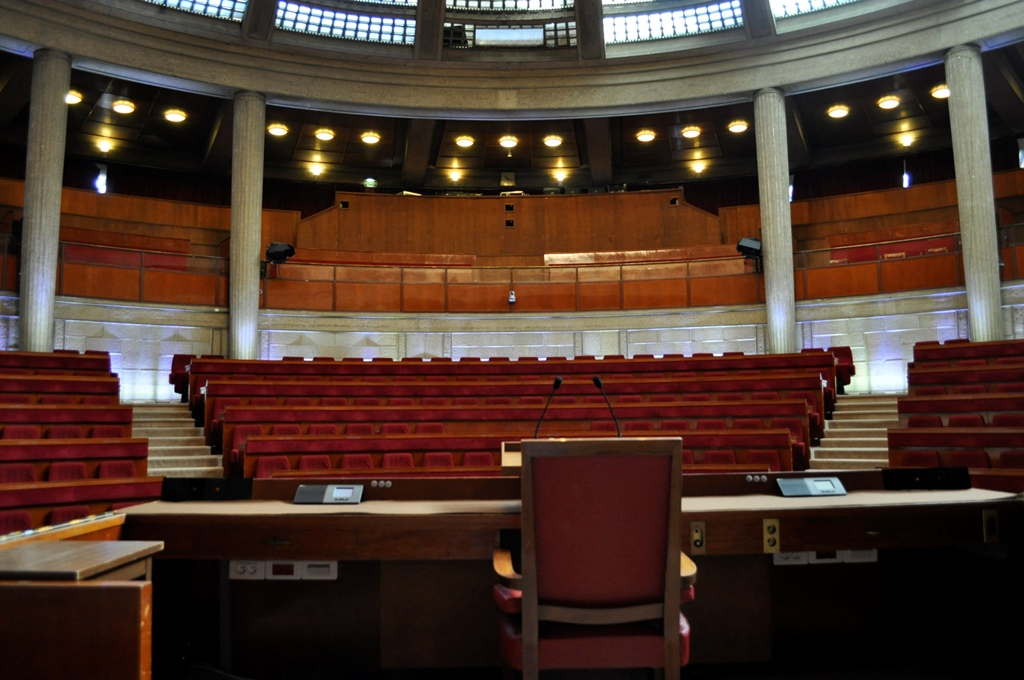
Les scènes se déroulant dans l’hémicycle de l’Assemblée nationale sont tournées au palais d'Iéna.

À Bordeaux, le palais de justice représente dans la saison 2, l’Assemblée et le tribunal de grande instance de Paris ; le marché des Douves est le siège du parti de Michel Vidal.
Dans la saison 3, la villa Cavrois, située à Croix, sert pour représenter la chancellerie fédérale, où le chef de gouvernement allemand reçoit la présidente de la République française.

## Accueil

### Critiques
La série a été particulièrement bien accueillie par la presse. Selon Pierre Langlais de Télérama, Baron noir est « une vraie série politique dramatique, qui profite d’une écriture soignée, de bons dialogues, d’une mise en scène intelligente et de comédiens de qualité » et vient après plusieurs productions internationales (À la Maison-Blanche, House of Cards, The Thick of It, Borgen) mais peu de séries françaises véritablement axées sur une version réaliste de la politique, citant notamment L'État de Grace, Reporters ou Les Hommes de l'ombre,. Le Parisien évoque une série « palpitante », où « tout est plausible ». Daniel Psenny, pour Le Monde, décrit Baron noir comme « la meilleure série politique française produite à ce jour », servie par « un casting impeccable », à commencer par « un très impressionnant Kad Merad ». Libération parle d'un résultat « imparfait, mais fortement intrigant (…) Dans un contre-emploi surprenant, le choix de Kad Merad fonctionne étonnamment bien (…) [La série] décrit très bien cette quotidienneté politicienne, mains dans le cambouis, où l’on vole des tracts dans les boîtes à lettres pour gagner une élection. » Selon Le Figaro, « Baron noir est avant tout une fiction addictive, un plaisir d'esthète, servie par une distribution et un scénario brillants ». Igor Hansen-Løve, dans L'Express, loue un « feuilleton magistral », qui « fera date dans l'histoire de la télé française ». Pour Olivier Joyard, des Inrockuptibles, la série « s'ancre avec justesse dans la réalité française » et « éclaire sans populisme une situation politique bloquée, à coups de jeux d'appareil brutaux et de méthodes périmées ». Le quotidien britannique The Guardian y voit « un parfait mélange entre House of Cards et Les Soprano ».

### Audiences
La première saison réalise un score modeste, avec 618 000 abonnés pour ses deux premiers épisodes et 511 000 de moyenne sur les huit épisodes de sa première saison.

## Diffusion internationale
| Pays                   | Chaîne       | Titre       | Audio    | Sous-titres | Signalétique                    |
| ---------------------- | ------------ | ----------- | -------- | ----------- | ------------------------------- |
| Drapeau du Canada      | TV5 Unis     | Baron Noir  | Français | Français    | Déconseillé aux moins de 8 ans  |
| Drapeau de l'Allemagne | Sony Channel | Baron Noir  | Allemand | Allemand    | Déconseillé aux moins de 12 ans |
| Drapeau du Portugal    | RTP2         | Barão Negro | Français | Portugais   | Déconseillé aux moins de 12 ans |

## Distinctions

### Récompenses
- Prix du Producteur Français de Télévision 2017[30]
- Trophées du Film français 2017 : Trophée duo auteur‐producteur Télévision[31]

### Nomination
- International Emmy Awards 2017 : Meilleur acteur pour Kad Merad[32]